# Leopoldamys ciliatus
Leopoldamys ciliatus is een knaagdier uit het geslacht Leopoldamys dat voorkomt op Sumatra en het schiereiland Malakka, boven 1000 m hoogte. Deze soort werd van het begin af geassocieerd met Leopoldamys edwardsi (toen nog Rattus edwardsi), en is pas in 2005 daarvan gescheiden. De Sumatraanse populatie (setiger Robinson & Kloss, 1916) werd toen ook tot L. ciliatus gerekend, maar of dat klopt is nog niet zeker. Er zijn geen gegevens gepubliceerd om de scheiding tussen edwardsi en ciliatus te rechtvaardigen. Het karyotype bedraagt 2n=42, FN=56 (gebaseerd op een Maleisisch exemplaar; gerapporteerd als Rattus edwardsi).